# Kars (provins)

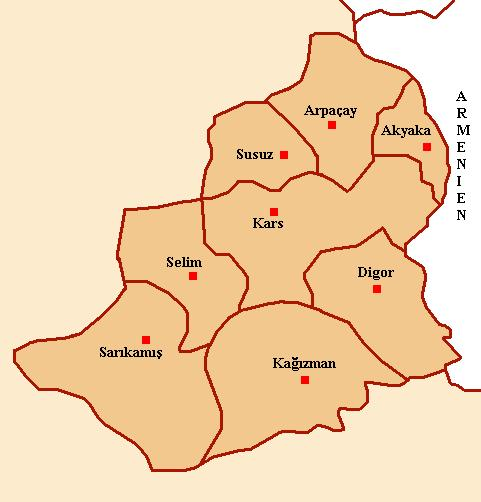
Provinsen Kars

Kars är en provins i Turkiet som ligger i nordöstra delen av landet, vid gränsen till Armenien. Kars är idag en kurdisk stad men det finns även armenier som bor där men majoriteten är kurder. Provinsen var 1878–1921 en del av Kejsardömet Ryssland som Kars oblast, men blev turkisk genom Fördraget i Kars 1921.